# Bradford Parkinson
Bradford Parkinson (Madison, 16 de febrero de 1935) es un ingeniero e inventor estadounidense. Con sus estudios contribuyó decisivamente a la creación del actual GPS o Sistema de Posicionamiento Global (en inglés: Global Positioning System). En 1997 fue premio Magalhães junto a Roger L. Easton.

## Biografía
Parkinson asistió a la Breck School y se graduó en 1952. Más tarde se graduó con laureles en la Academia Naval de los Estados Unidos. Por otra parte, realizó licenciatura en Ciencias e Ingeniería, que terminaría en 1957. Mientras estudiaba, Parkinson se interesó por la ingeniería de controles, por lo que realizó un curso de nivel superior en ese momento. Por casualidad, uno de los profesores de ingeniería eléctrica de Parkinson era oficial de la Fuerza Aérea y lo instó a considerar ser comisionado de la Fuerza Aérea, en lugar de en la Marina. Después de ser comisionado en la Fuerza Aérea, recibió capacitación en mantenimiento de componentes electrónicos y supervisó grandes instalaciones de radar terrestre en el estado de Washington. Luego fue patrocinado por la USAF para asistir al MIT, estudiando ingeniería de controles, guía inercial, astronáutica e ingeniería eléctrica. Parkinson trabajó en el laboratorio de Charles Stark Draper, el homónimo del prestigioso Premio Draper que Parkinson ganó más tarde en su vida. En el MIT, recibió una Maestría en Ciencias en Aeronáutica y Astronáutica en 1961 y fue elegido miembro de las Sociedades de honor Tau Beta Pi y Sigma Xi.
Luego, Parkinson fue asignado a trabajar en la Instalación de Prueba de Orientación Inercial Central en la Base de la Fuerza Aérea Holloman en Alamogordo, Nuevo México. Allí desarrolló pruebas y fue Analista Jefe para la evaluación de los sistemas de guía inercial de la Fuerza Aérea y continuó el trabajo en ingeniería eléctrica y de controles. En 1964, después de tres años en Holloman, Parkinson fue asignado a un Ph.D. programa en la Universidad de Stanford donde se graduó en 1966, con un título en Aeronáutica y Astronáutica.

## Conexiones externas
- Americanheritage.com / I Had te lo Sell This te lo the Air Fuerce, Because the Air Fuerce Didn't Want It.  Archivado el 19 de mayo de 2009 en Wayback Machine.
- Bradford Parkinson | Inside GNSS.  Archivado el 5 de septiembre de 2008 en Wayback Machine.
- Bradford Parkinson: GPS Pioneer.
- Bradford Parkinson SM '61.
- Bradford Parkinson Biography.

- Dr. Brad Parkinson.  Archivado el 11 de junio de 2011 en Wayback Machine.
- GPS inventor inducted into hall of fame.
- Hall of Fame | Induction | 2004 Inductees.
- Profile: Brad Parkinson.  Archivado el 28 de enero de 2011 en Wayback Machine.

- Datos: Q896966
- Multimedia: Bradford Parkinson / Q896966